# On the Milky Road
On the Milky Road ist ein 2016 produzierter Film, der in einer dreigeteilten Geschichte in märchenhaft surrealer Weise von kritischen Perioden im Leben eines Mannes erzählt: Seine Zeit als glücklicher Milchmann im Bosnienkrieg, gefährliche Abenteuer sowie eine aufblühende Liebesgeschichte, und als Mönch, der die turbulente Vergangenheit reflektiert, die eigene sowohl wie die seines Landes. Emir Kusturica ist Regisseur und Hauptdarsteller (Kosta), die weibliche Hauptrolle (Braut) spielt Monica Bellucci. Der Film startete als Konkurrent um den Goldenen Löwen bei den internationalen Filmfestspielen von Venedig 2016.
„On the Milky Road“ beruht Emir Kusturicas Angaben zufolge auf „drei wahren Geschichten und jeder Menge Fantasie“. Grundlage ist der Kurzfilm Our Life, den Emir Kusturica 2014 im Rahmen des Episodenfilms Words with Gods inszenierte.

## Handlung
Jeden Tag überquert der Milchmann Kosta auf seinem Esel die feindlichen Linien und setzt dabei sein Leben aufs Spiel, um den Soldaten Milch zu verkaufen. Zu Hause erwartet ihn seine zukünftige Frau, die gelenkige Dorfschönheit Milena.
Das Schicksal durchkreuzt Kostas Pläne für eine friedvolle und ereignislose Zukunft, als er sich unsterblich in eine geheimnisvolle Italienerin verliebt, die beim Schauen des Filmklassikers „Die Kraniche ziehen“ (1957) regelmäßig in Traurigkeit verfällt. „Die Braut“, wie die Italienerin genannt wird, ist allerdings schon dem Kriegshelden Žaga, Milenas Bruder, versprochen und wird von ihrem Ex-Mann gejagt. Der britische UNPROFOR-General ist auf einem privaten Rachefeldzug, weil sich "die Braut", die er geliebt und für die er seine eigene Ehefrau umgebracht hat, seinem Werben entzieht. Nur eine abenteuerliche und gefährliche Flucht ermöglicht es Kosta und seiner Angebeteten, zusammen zu sein. Der Ex-Mann der Braut lässt Kostas Dorf abbrennen und die Bevölkerung massakrieren. Kosta und die Braut flüchten vor seinen Schergen, die sie verfolgen, doch schließlich wird die Braut von einer Landmine getötet.
Im Alter schließlich lebt der ehemalige Milchmann zurückgezogen als Mönch und blickt auf seine bewegte Vergangenheit zurück.

## Entstehungsgeschichte

### Filmstarts
| Land        | Datum             | Veranstaltung                                  |
| ----------- | ----------------- | ---------------------------------------------- |
| Italien     | 9. September 2016 | Internationale Filmfestspiele von Venedig 2016 |
| Serbien     | 16. Januar 2017   | Internacionalni festival filma Kustendorf      |
| Deutschland | 24. Juni 2017     | Filmfest München                               |

### Internationale Titel
| Sprache             | Titel                                 |
| ------------------- | ------------------------------------- |
| Arbeitstitel        | Love and War                          |
| Weltweit (englisch) | On the Milky Road                     |
| italienisch         | Sulla Via Lattea, Lungo la Via Lattea |
| serbisch            | На млечном путу, Na mlečnom putu      |

### Filmmusik
Die Filmmusik wurde von Stribor Kusturica komponiert, dem Sohn von Emir Kusturica.
1. Usporeno magare
2. Veliki brat
3. A Maria Cervantez
4. Flaše

1. Sirbia De La Nord
2. Mliječni put
3. Magare
4. Naš život

1. Dva se tića pobratimila
2. Potera
3. Mliječni put 2
4. Kostina

1. Pucnjava
2. Mliječno kolo
3. Leptir
4. Kraj

### Synchronisation
Der Film ist in deutscher Sprache synchronisiert.
| Rolle  | Schauspieler(in)  | Synchronstimme     |
| ------ | ----------------- | ------------------ |
| Braut  | Monica Bellucci   | Christin Marquitan |
| Milena | Sloboda Micalovic | Anna Grisebach     |

## Rezeption

### Altersfreigabe
In Deutschland wurde der Film von der FSK mit Freigabedatum 28. Juni 2017 für Jugendliche ab 16 Jahren freigegeben. In der Freigabebegründung heißt es: „Der Film enthält vor allem in der zweiten Hälfte einige drastische Gewaltszenen. Diese sind jedoch meistens stark überzeichnet und mit schwarzem Humor durchmischt, sodass sie in ihrer Wirkung abgemildert werden und Jugendliche ab 16 Jahren nicht überfordern. Zuschauer ab diesem Alter können die Ironie entschlüsseln und eine angemessene emotionale Distanz wahren. Darüber hinaus trägt die positive und heitere Grundstimmung der Geschichte zur Entlastung bei.“

### Kritik
Nach Hartwig Tegeler vom Norddeutschen Rundfunk ist in „On the Milky Road“ schwer zu verstehen, was Kusturica uns erzählen will. Es geht um die Lebenslust, die auch der Krieg nicht ganz auslöschen kann. Allen scheint aber der Krieg irgendwie auch nichts auszumachen: Lieben, Leben, Sterben, in die Luft gejagt werden – ja, so ist das Leben, sagt uns dieser Film. Was sollst du machen? Das Burleske und Groteske, das an „On the Milky Road“ so faszinierend ist, hinterlässt so gleichzeitig einen merkwürdigen schalen Beigeschmack.
Andreas Kilb von der Frankfurter Allgemeinen schreibt: „Emir Kusturica erzählt in seinem neuen Film eine Liebesgeschichte im Märchenformat. Das größte Problem dabei ist das Setting, das den Jugoslawienkrieg verkitscht.“
Das Lexikon des internationalen Films resümiert: „Vor dem Hintergrund des Bürgerkriegs im ehemaligen Jugoslawien angesiedelte Liebesgeschichte, die sich mit fantastischen Begebenheiten zum Märchen mit wunderschönen, zuweilen auch grotesken Bildern wandelt. Diese wirken stellenweise bemüht und verleihen selbst grausamen Ereignissen noch ästhetischen Glanz.“